# The Weinstein Company
The Weinstein Company (TWC) — американская кинокомпания, образованная братьями Бобом и Харви Вайнштейнами в 2005 году, после того, как они покинули Miramax Films, которую сами же основали в 1979 году. Штаб-квартира компании расположена в Нью-Йорке, США.

## История
Первые фильмы компании вышли на экраны в 2005 году. Среди них: драматический триллер «Цена измены» (в главной роли Дженнифер Энистон, Венсан Кассель и Клайв Оуэн), комедии-драмы «Трансамерика» (в главной роли Фелисити Хаффман) и «Миссис Хендерсон представляет» (в главной роли Джуди Денч и Боб Хоскинс), компьютерный анимационный семейный фильм «Правдивая история Красной Шапки», и чёрная комедия «Матадор» (в главной роли Пирс Броснан и Грег Киннир).
В феврале 2006 года TWC объявила дистрибьюторское соглашение с Metro-Goldwyn-Mayer. По условиям договора, MGM распространяет продукт на внутреннем рынке в театры, в то время как TWC сохраняет долгосрочное владение авторскими правами своего продукта. 13 июля 2006 года братья Вайнштайны и Роберт Л. Джонсон объявили о создании совместной студии под названием Our Stories Films, которая будет распространять плёнки с афроамериканскими актёрами. В конце августа 2006 года было объявлено, что TWC и её инвестор «Hubbard Broadcasting Corporation» приобрели кабельный телеканал «Ovation TV». В ноябре 2006 года TWC объявила трёхлетний контракт с «Blockbuster Video». По условиям договора, TWC получает производственные мощности компании, начиная с 1 января 2007 года.
Компания выступила сопродюсером, вместе с Miramax, показываемого на телеканале Lifetime реалити-шоу «Проект Подиум», которое в течение первых пяти сезонов транслировалось на телеканале «Bravo».
24 мая 2007 года TWC объявила о запуске трёх direct-to-video лейблов: The Miriam Collection, Kaleidoscope TWC, и Dimension Extreme.
8 февраля 2008 года, TWC заключили договор с дистрибьютором Third Rail Releasing, который выпускал фильмы, направленные, в основном, на рынок домашнего видео. 25 сентября 2008 года, MGM объявила о досрочном прекращении с TWC своего трёхлетнего договора на три месяца, и был расторгнут 31 декабря 2008 года. Это произошло отчасти потому, что TWC заключила сделку с телеканалом Showtime, отодвинув MGM на второй план. Во время действия соглашения с MGM, TWC заплатили за маркетинг и бронирование театров.
В 2009 году появилась информация, что TWC продаёт права на фильм Город грехов 2. Первый фильм, с бюджетом 40 миллионов долларов, принес почти 159 миллионов в кассовых сборах. Адвокат TWC Берт Файлдс быстро опроверг это сообщение, говоря: «Право The Weinstein Company снимать Город грехов 2 остаётся нетронутым, поскольку права на первый фильм принадлежат только TWC. Любое предложение об обратном является полной фигнёй». В июне 2009 года TWC объявила о найме нового финансового консультанта для реструктуризации финансов компании. С июля 2009 года в TWC начались массовые увольнения и даты выпуска некоторых фильмов были отброшены. 14 сентября 2009 TWC прекратили инвестиции в Genius Products, который служил главным дистрибьютором компании на рынке домашнего видео с 2006 по 2009 год. Genius, однако, объявили, что вышли из DVD-бизнеса и все права были проданы Vivendi Entertainment. TWC также заключили сделку с Vivendi.
В январе 2010 года в TWC прошла акция новых увольнений после кассового провала фильма Девять (при $80 млн бюджете фильм собрал в кассах всего $54 млн). 21 февраля 2010 года TWC заключила сделку с Sony Pictures Home Entertainment. Выпуск DVD-дисков осуществлялся теперь через Sony Pictures Worldwide Acquisitions Group. Боб и Харви Вайнштейн попытались выкупить «Miramax» у «Disney» в 2010 году, но попытка оказалась неудачной.
Вскоре стало известно, что коллекция прав TWC, состоящая из 200 наименований, будут проданы Goldman Sachs. Сделка, в случае успеха, освободит от долгов братьев Вайнштейнов.
Было создано новое совместное предприятие между «Miramax» и «TWC» для разработки сиквелов фильмов из бывшей мастерской. Сиквелы Шулера, Плохой Санта и Влюблённый Шекспир являются одними из первых фильмов, разработанных в рамках этой новой сделки, в то время сиквелы Дневник Бриджит Джонс, Полицейские, От заката до рассвета, Свингеры, Клерки, Давайте потанцуем и Ужас Амитивилля тарифицируется как «потенциальные» проекты.
4 января 2011 года TWC согласились приобрести 25 % акций Starz Media. Из-за этого, дочерняя компания Starz Anchor Bay Entertainment стала дистрибьютором домашнего рынка для всех фильмов TWC. 3 февраля 2011 года, братья Вайнштейны получили приз в размере $75 млн от их бывшей материнской компании Disney, тем самым улучшив их репутацию в кино. В результате этого, Disney передали свою 50 % долю в шоу Проект Подиум, а также снизили доли в своих четырёх фильмах, в том числе Очень страшное кино и Дети шпионов, от 50 % до 5 %. 27 февраля, 2011 вышел на экраны фильм Король говорит! и принес компании свои первые премии Американской киноакадемии за лучший фильм на 83-й ежегодной церемонии вручения наград Академии. Это была первая премия «Оскар» за лучший фильм The Weinstein Company. До этого, последний фильм братьев Вайнштейнов, который получил статуэтку «Оскар» за лучший фильм был Чикаго, который вышел в 2002 году, когда Боб и Харви Вайнштейн были в Miramax. Номинанты на статуэтку TWC получила в 2008 году за фильм Чтец и в 2009 году за фильм Бесславные ублюдки (совместное производство с Universal Pictures и A Band Apart). В марте 2011 года компания создала подразделение видеоигр, под названием TWC Games. TWC Games сформировали стратегическое консультирование с Beefy Media. Обсуждение велось по вопросам производства видеоигр компании, развития отношений с издателями и создания высококачественных игр.
26 февраля 2012 года после покупки TWC прав на выпуск фильма Мишеля Хазанавичуса Артист в США, который выиграл престижную награду за лучшую мужскую роль Каннского кинофестиваля (Жан Дюжарден), Артист выиграл пять премий Американской киноакадемии, в том числе и за лучший фильм. Это вторая подряд премия «Оскар» за лучший фильм у TWC.
В 2012 году TWC выпустила новый фильм Тарантино Джанго освобождённый. На церемонии вручения премии «Оскар», фильм получил две статуэтки: лучший актёр второго плана (Кристоф Вальц) и лучший оригинальный сценарий (Квентин Тарантино).
9 октября 2017 года Харви Вайнштейн был уволен с поста сопредседателя The Weinstein Company после скандала о сексуальных домогательствах.
В 2018 году The Weinstein Company продана за $500 млн группе инвесторов во главе с бывшей сотрудницей администрации Барака Обамы Марией Контрерас-Свит.